# Castell de la Roca de Nyer

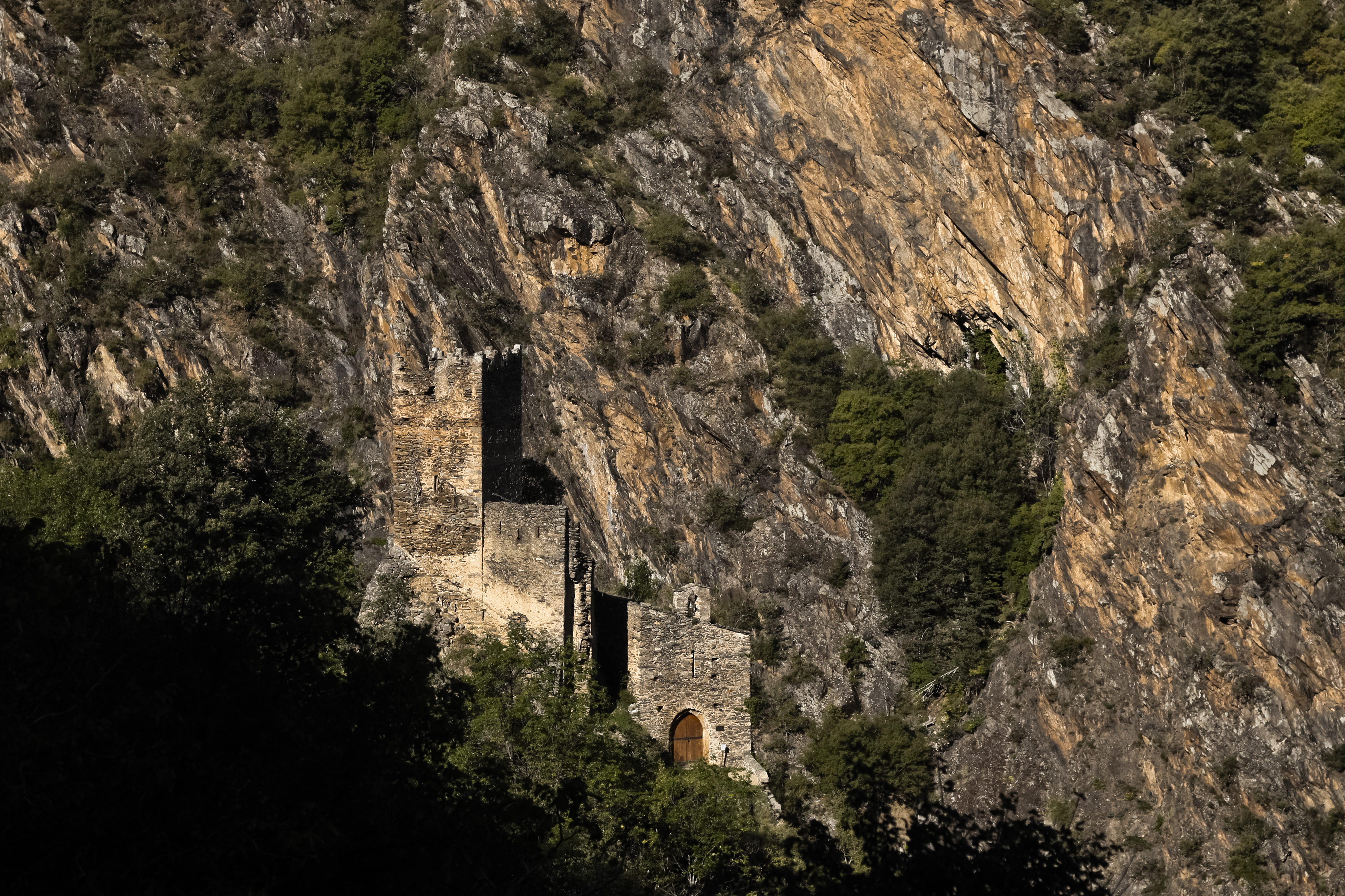
Vista del castell, amb la capella annexa

El Castell de la Roca de Nyer (en francès anomenat de la Roca d'Anyer) és una edificació defensiva medieval en ruïnes, de la comuna de Nyer, a la comarca del Conflent, de la Catalunya del Nord.
És a l'entrada de les Gorges de Nyer, a la dreta de la Ribera de Mentet, al sud-est del poble cap de la comuna

## Toponímia
El lloc de la Roca de Nyer, o d'Anyer, apareix citat sota el nom de Sancto Pedro de Ruppe al segle xii i com a Ça Rocha el 1304. La capella annexa, esdevinguda ermita el segle xiv, fou anomenada hermita de Nostra Senyora de Nyer el segle xvii.
Ruppe és l'equivalent llatí del prellatí rocca, terme es refereix a un escarpament rocós i, per extensió, al castell que fou construït al seu cim.

## Història

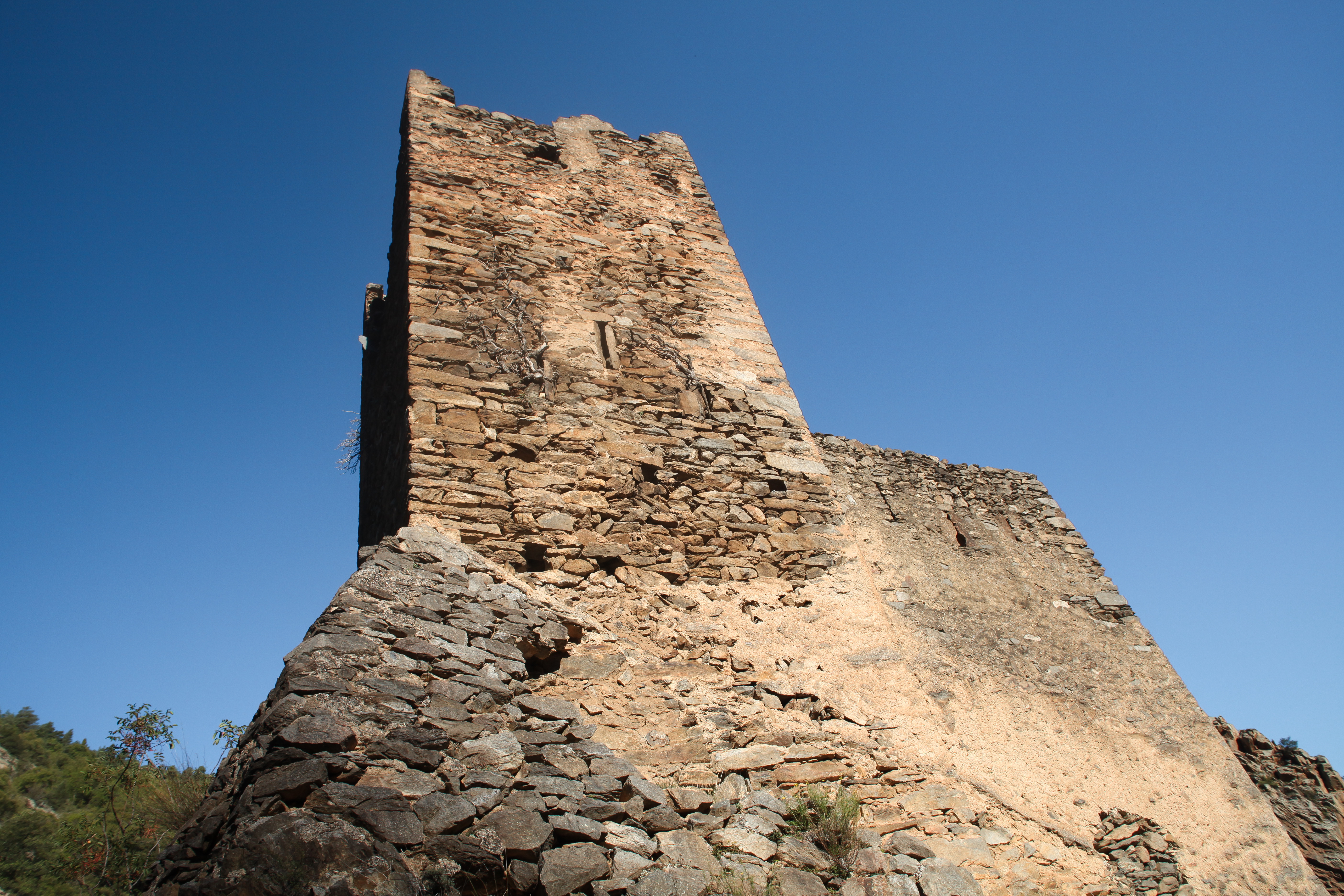
El castell, amb la torre de l'homenatge quadrada del segle X

El castell fou construït entre els segles x i xi com a punt estratègic defensiu a l'entrada de les Gorges de Nyer; fou remodelat els segles XV i XVI, poc abans de ser abandonat. Comprenia una capella, esdevinguda ermita i coneguda com a Mare de Déu de la Roca.
El conjunt d'edificacions fou reformat diverses vegades al curs dels segles; materials del castell, en ser abandonat, van ser reutilitzats per a l'edificació del santuari.
El castell està inscrit, per decret, com a monument històric des del 6 de maig de 1965.